# George Crow
George L. Crow Jr. foi um membro da equipe Macintosh de 1984 da Apple. Crow deixou a Apple em 1985, tornando-se co-fundador da NeXT. Antes de trabalhar na Apple Crow trabalhou na HP. Após deixar a NeXT trabalhou na UMAX Technologies e na Truevision. Em 1999 Crow retornou à Apple. 

## Ligaçõe externas
- Board President of Music for Minors
- Opera San Jose, Board of Trustees, President